# 파이터포럼
파이터포럼(Fighterforum)은 대한민국의 e스포츠 언론사이며 포털 사이트이다. 2004년 설립되었으며 최초의 e스포츠 전문 포털 사이트이다. 스타크래프트, 워크래프트, 카운터스트라이크, 카트라이더 등의 리그 관련 기사를 보도하며, 사진기사도 공급하였다.
초기에는 프로게이머 출신을 기자로 영입하기도 했으며, E스포츠 잡지인 esForce를 창간하기도 하였다.
2008년 5월 7일 파이터포럼은 인터넷 게임 미디어인 '아프리카 게임TV'의 일부로 편입되었으나, 현재는 esForce의 폐간과 사이트의 불편함 등으로 인해 같은 e스포츠 포털 사이트 포모스에 비해 줄어든 사용자 등의 문제를 안고 있다.
기존의 파이터포럼 기자들은 2008년 말 새롭게 창설 된 e스포츠 포털 사이트 데일리e스포츠에 편입되었다.
2009년 12월 31일 이후 이스포츠 관련 기사는 실리지 않고 있으며 현재는 온라인 게임 뉴스만 취급하고 있다.
2014년 현재 파이터포럼의 옛 컨텐츠는 아프리카TV의 게임뉴스란에서 볼 수 있다. 2006년 6월 파이터포럼의 기사

## 같이 보기
- 포모스
- 데일리e스포츠
- 온게임넷
- MBC게임